# Francesco Mancini
Francesco Mancini (16 januari 1672 – 22 september 1737) studeerde aan het Conservatorio di Santa Maria della Pieta dei Torchini en werd later aangesteld als leraar, vanaf 1728 als directeur aan het Conservatorio di Santa Maria di Loreto in Napels. 
In 1709 werd hij benoemd tot tweede meester van de kapel aan het hof van Napels en in 1725 – na de dood van Alessandro Scarlatti – nam hij de functie van eerste meester van de kapel over. Hij componeerde 25 opera's die vooral in Napels succesvol waren, diverse oratoria, een Magnificat voor acht stemmen, kamercantates en toccata's voor klavecimbel. 
Zijn opera Idaspe fedele (Hydaspes) was een van de eerste opera's die in Engeland in het Italiaans weerklonk en die in Londen een groot succes werd. Het stuk werd tussen 1710 en 1716 in Londen 46 keer opgevoerd, wat in die tijd uitzonderlijk was, aangezien opera's maar een kort leven beschoren waren.